# Pierre-Marcel Lemoigne
Pierre Marcel Lemoigne, né le 10 avril 1898 à Argentan (Orne) et mort le 20 mars 1985 à Montrouge (Hauts-de-Seine), est un aviateur et ingénieur aéronautique français. Il fut successivement pilote militaire, pilote d'essai et pilote de ligne dans l'Aéropostale dans l’Entre-deux-guerres, et après la Seconde Guerre mondiale ingénieur aéronautique, inventeur du parachute ascensionnel.

## Distinctions
- Chevalier de la Légion d'honneur[1]